# Palazzoli
La Palazzoli SpA è un'azienda elettrotecnica italiana fondata nel 1904, con sede a Brescia.
È una delle aziende storiche dell'elettrotecnica italiana ed è specializzata in sistemi elettrici a bassa tensione e illuminazione; le aree di impiego sono: industriale, atex, infrastrutture e navale.

## Storia
Viene fondata nel 1904 con il nome di Società Elettrotecnica Bresciana, dopo aver abbandonato il ramo commerciale nel 1912, si concentra sulla produzione di accessori per la distribuzione dell’energia elettrica.
Allo scoppio della prima guerra mondiale, Palazzoli inizia a collaborare con l’esercito e con i principali porti italiani, finita la guerra continua a realizzare apparecchiature elettriche per lo Stato e la Marina come impianti di bordo a corrente continua.
Nel 1923 negli stabilimenti dell’azienda lavorano 16 impiegati e 80 operai che producono apparecchi elettrici: interruttori e commutatori a leva, valvole e scaricatori per medie e basse tensioni e valvole fusibili, prende così forma il nucleo pulsante dell’azienda che apre la sede di Via Tommaseo a Brescia con  12.000 metri quadri circondati dal verde.
Negli anni 40 Palazzoli conta una forza lavoro di 45 impiegati e 300 operai. Nel 1950 l’Azienda Palazzoli dona alla città un’area di 21500 metri quadri dove sorgerà l’Istituto tecnico industriale statale Benedetto Castelli.
Nel 1966 viene lanciata la linea TAIS, la prima presa elettrica con interruttore dotata di interblocco meccanico. Nel 1971 Palazzoli lancia i primi prototipi di: prese a spina CEE e di contenitori isolanti modulari in resina poliestere rinforzata con fibra di vetro prodotta per la prima volta in Italia. Nel 1980 Palazzoli conta 250 addetti ed esporta in diversi paesi nel mondo.
Negli anni Novanta Vengono scelti i prodotti TER Palazzoli per l’ampliamento della fiera di Milano. La linea TAIS viene scelta per l’equipaggiamento della nave da crociera più grande al mondo. 
Gli anni 2000 segnano lo sviluppo dell’intelligenza artificiale per l’azienda, che entrerà a far parte del mondo dell’industria 4.0.
Oggi Palazzoli è la capogruppo di una rete di società: Lewden con sede a Braintree (Uk), Stral con sede a Brescia e Palazzoli Middle East con sede a Dubai.

## Prodotti in evidenza

### Sistemi elettrici: prese interbloccate TAIS
La presa interbloccata da parete industriale della serie TAIS nasce nel 1971, il prodotto completamente Made in Italy, oggi ha a disposizione 730 componenti che possono essere assemblati in un numero illimitato di soluzioni impiantistiche elettriche.
Nel corso degli anni sono usciti dalle linee di produzione di Palazzoli milioni di esemplari TAIS.
La presa interbloccata TAIS è prodotta in Italia ed ha l’involucro in resina termoindurente rinforzata (Polimeri termoindurenti), questo materiale assicura l’indeformabilità, mantiene il doppio grado di protezione e la rende stagna ad ogni tipo di fluido. 
Una particolarità che contraddistingue TAIS dalle prese elettriche industriali standard è il fatto che è ancorata sul fondo della sua cassetta, e non sul coperchio, come la maggior parte di prodotti della stessa tipologia.

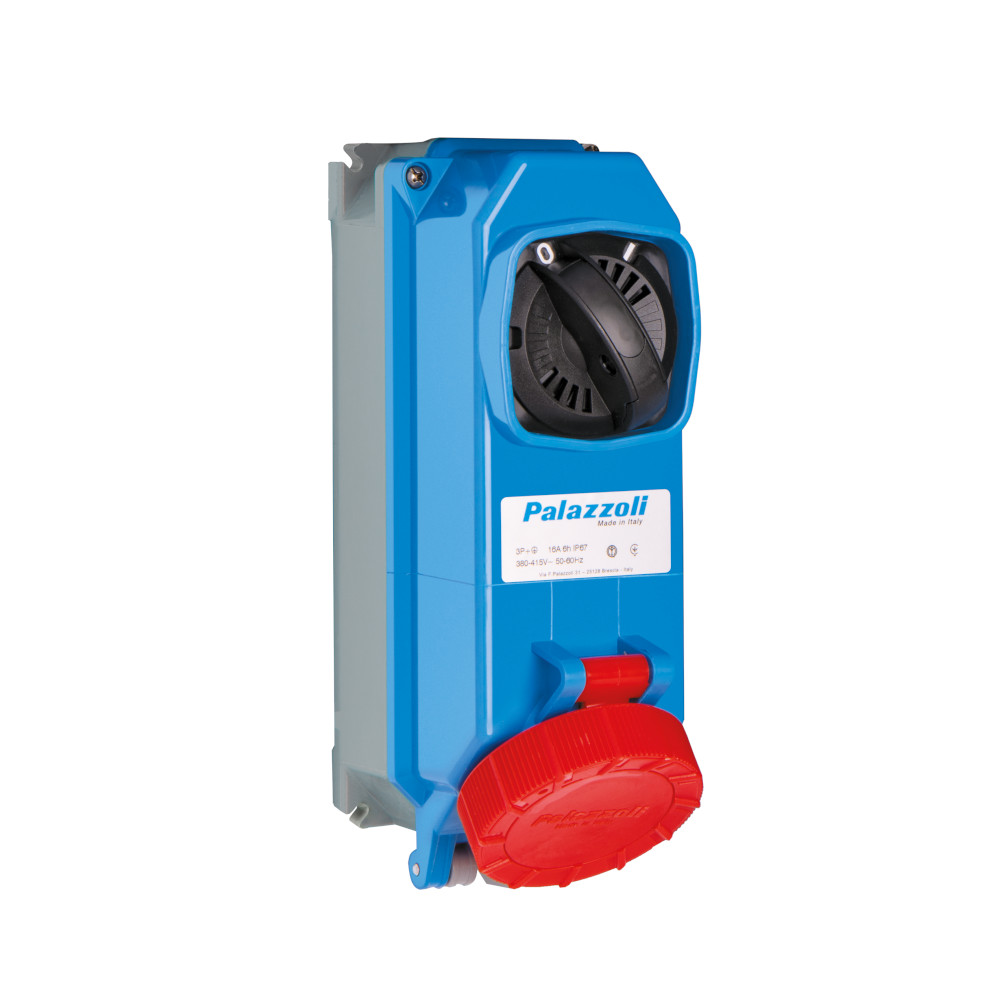
Presa interbloccata da parete industriale TAIS Palazzoli

### Sistemi elettrici: presa mobile interbloccata ROTOR
Palazzoli, Azienda Elettrotecnica di Brescia, ha realizzato la presa mobile interbloccata ROTOR che garantisce alti standard di sicurezza, adatta per essere utilizzata sia dall’elettricista che da personale inesperto.
La presa mobile interbloccata ROTOR ha un interruttore sezionatore integrato nell’impugnatura, questo permette di utilizzarla in 4 modalità:
- modalità interruttore: aziona e spegne carichi altamente induttivi come i motori;
- modalità sezionatore: apre un circuito evitando i passaggi involontari di corrente e rende possibili i lavori di manutenzione senza togliere corrente dal sezionatore generale;
- modalità salvavita: porta la sicurezza dove le prese a muro non possono essere utilizzate, evita l’elettroshock;
- modalità Europa: per connettersi a tutte le spine elettriche disponibili sul mercato europeo.

La tecnologia di ROTOR è coperta da brevetto: Italiano, Americano, Europeo, Russo, Giapponese, Cinese e Coreano.

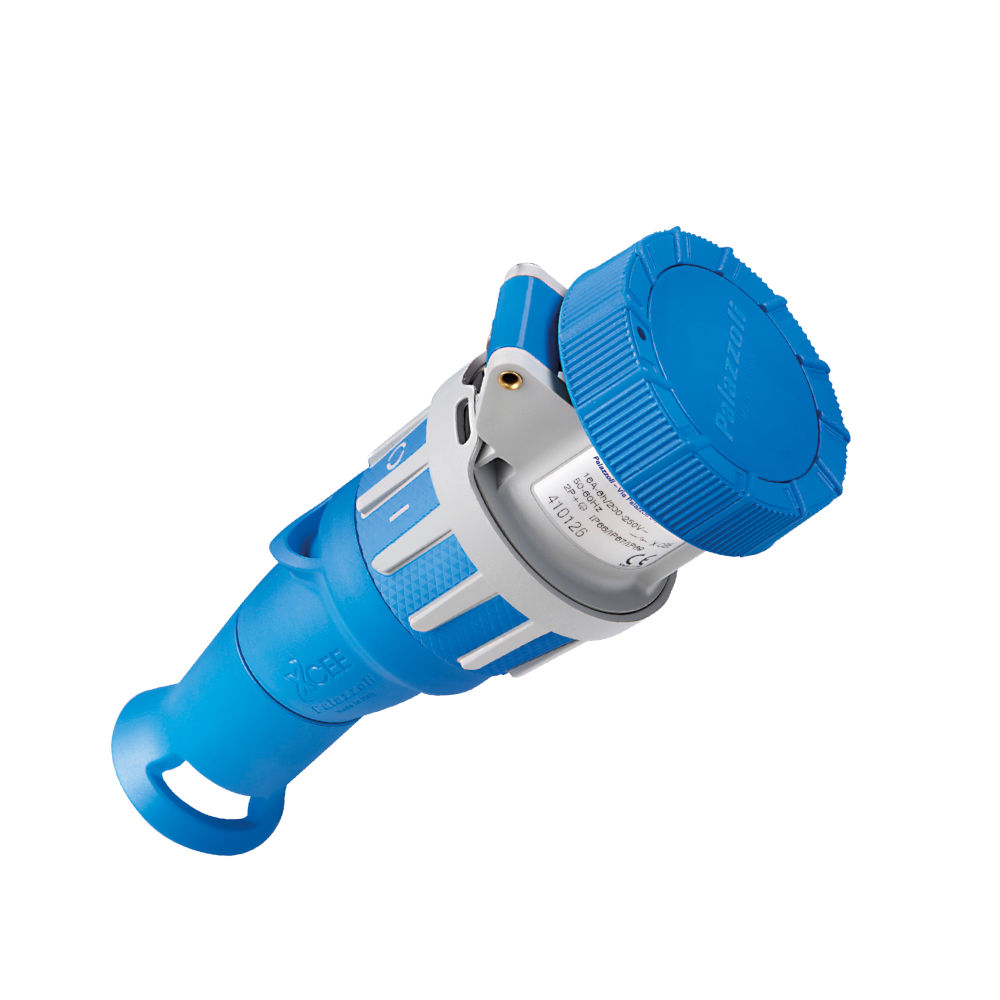
Presa mobile interbloccata ROTOR Palazzoli

### Illuminazione: lampade industriali LED META 150
La serie Meta 150 di Palazzoli comprende apparecchi e lampade LED per l’illuminazione professionale.
La forma a corona circolare delle lampade LED META 150 raggiunge i 37.000 lumen, permette una geometria rotosimmetrica senza regolazioni e allunga la durata della lampada grazie alla dissipazione termica.
Le lampade LED META150 sono spesso utilizzate nei settori: industriale, alimentare, sportivo.

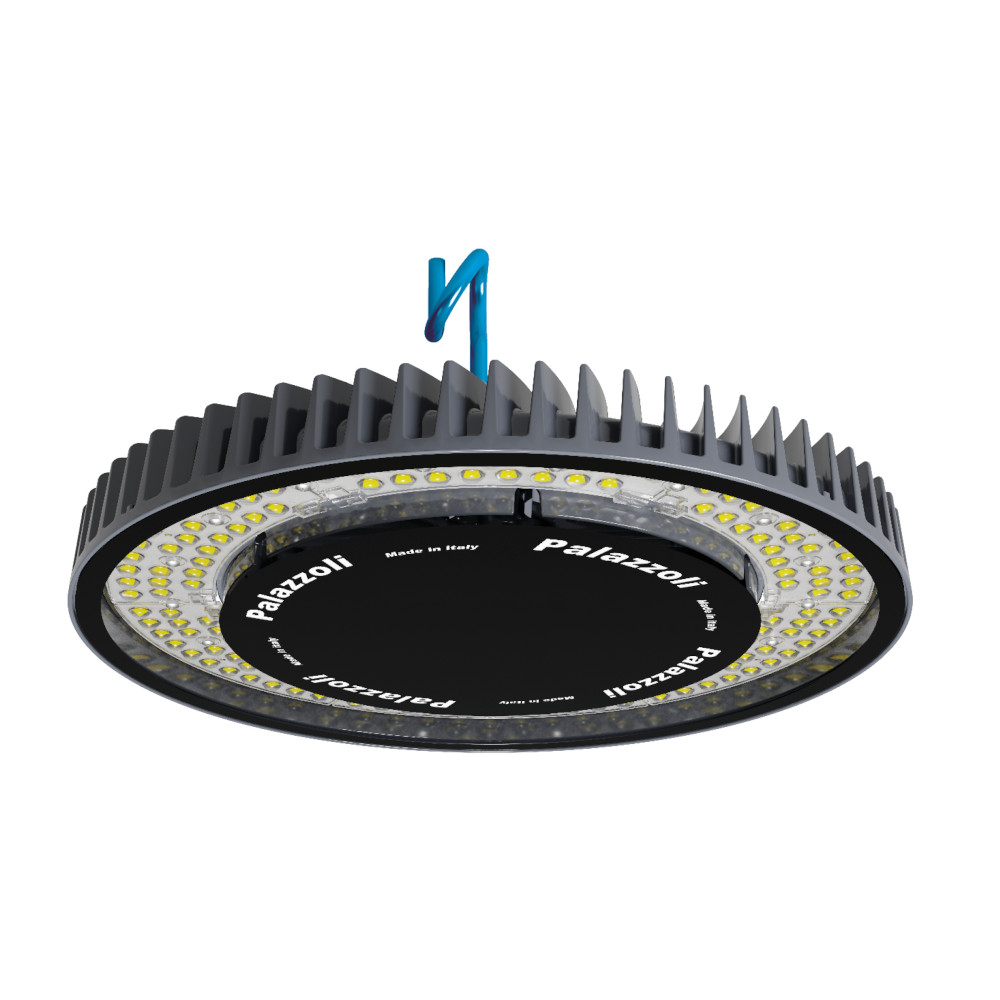
Lampade LED industriali META 150 Palazzoli

Tra le referenze spiccano le navi costruite da Fincantieri a Monfalcone e a Sestri, gli aeroporti di Fiumicino e Catania, le metropolitane di Brescia, Milano, Roma, Napoli e, all'estero, quelle di Doha in Qatar, San Paolo in Brasile e Dubai negli Emirati Arabi.
Palazzoli è particolarmente nota per l'illuminazione di strade e gallerie italiane e internazionali quali Mulhouse, le Havre, Baza, nonché in Norvegia.